# Wayward Pines
A Wayward Pines egy rövid életű (2015-től 2016-ig futott) amerikai thriller/sci-fi/horror sorozat volt, amelyet Chad Hodge készített. A műsor Blake Crouch ugyanilyen című regény-sorozatán alapul. 2 évadot ért meg 20 epizóddal. 42 vagy 44 perces egy epizód. Amerikában és Magyarországon egyaránt a Fox vetítette. Az USA-ban 2015. május 14.-től 2016. július 27.-ig sugározták.

## Cselekmény
Az amerikai Idaho államban található Wayward Pines nevű fiktív kisváros különleges, szürreális és rejtélyes életét lehet nyomon követni. A cselekmény főleg az amerikai titkosszolgálat egyik emberére, Ethan Burke-re fókuszál. Két másik titkosügynök ugyanis rejtélyes módon eltűnt Wayward Pines-ban, és ezt kell kinyomoznia. Ebben a városban tartózkodik Ethan korábbi szeretője is. A lakosok azonban nem hagyhatják el a várost, ugyanis ha elhagyják, kivégzik őket. Most Ethan-nek és a többi lakosnak egyaránt ki kell deríteni, mi folyik ebben a titokzatos kisvárosban. 

## Fogadtatás
A kritikusok és a közönség pozitív kritikákkal illette a sorozatot, főleg az első évadot. A második évadról már megoszlott a vélemény, azért, mert itt már kicsit megváltozott a cselekmény, és ez nem tetszett a nézőknek.